# Panhard
Panhard fue una marca francesa de automóviles fundada en 1887 como Panhard et Levassor. En 1967, la fábrica dejó de construir automóviles civiles al fusionarse con la empresa Citroën, orientando su producción a la fabricación de vehículos militares.

## Historia

### sigloXIX

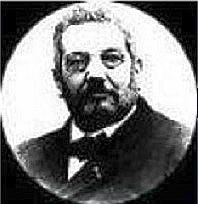
René Panhard.

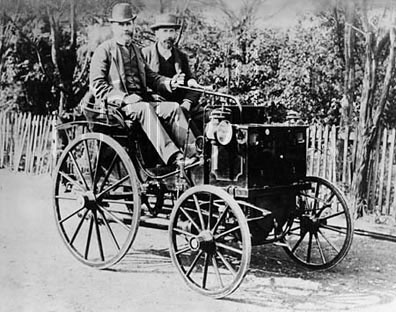
Panhard-Levassor Modelo 1890

François René Panhard, originario de Bretaña, llegó a París hacia el año 1800 para trabajar como guarnicionero de sillas de mano y más tarde como fabricante de carruajes. Su hijo Arien Panhard regentó este negocio y lo amplió a su vez con las actividades de alquiler y venta lo que le enriqueció sobremanera.
En el año 1867, el mayor de los hijos de Arien, René, alumno de la prestigiosa École Centrale, se asoció con Jean Louis Perin; en esos días la firma “Perin et Pauwels” hacía muebles, y disponía de maquinaria para la carpintería. François-René Panhard (británico de nacimiento) se asoció a esta empresa en 1867, renombrando la empresa como “Perin et Panhard”, al mismo tiempo que ampliaba la gama de actividades de ingeniería. Pasados cinco años se instaló en la Avenue de Ivry e hizo venir al ingeniero Émile Levassor como tercer socio. En 1876, además de estas máquinas, la empresa empieza la fabricación de motores de petróleo con la licencia de Nikolaus August Otto y Langen y diez años más tarde con la de Daimler. Para obtener beneficios de la fabricación de estos motores, Levassor encontró comprador para los dos primeros en Armand Peugeot, y fueron entregados en marzo de 1890. Hasta esos días P&L no se había planteado la fabricación de automóviles, pero cuando el primer Peugeot llegó a los talleres de P&L en agosto de ese año, empezó a cristalizarse un cambio en la mente de los fundadores de P&L.
Los motores "estáticos" que la empresa Panhard et Levassor fabricaba, fueron instalados, después del fallecimiento del Sr. Perin, en vehículos "sin caballos". Además de ser uno de los primeros fabricantes de automóviles del mundo, P&L alcanzó un lugar preferente en la historia del automóvil cuando en 1891 Levassor ideó el “Systeme Panhard”. Este sistema consistía básicamente en colocar el motor en frente del chasis y mediante un sistema de cadena transmitir la tracción al árbol de las ruedas posteriores.
En 1892, un coche Panhard fue el primero en viajar de París a Versalles sin ningún problema mecánico importante, y más tarde cubrió las 140 millas existentes entre París y Étretat a una velocidad media de 6 mph. El “systeme Panhard” resultó tan acertado que otros fabricantes lo copiaron y se convirtió en patrón a seguir por los fabricantes de automóviles durante muchas décadas.
Se sucedieron complicadas experiencias y diversos ensayos en carretera hasta que René Panhard y Emile Levassor empezaron a vender los primeros automóviles del mundo fabricados en serie; esto fue en octubre de 1881. Esta firma obtuvo grandes éxitos en carretera, sobre todo en el recorrido París-Burdeos-París con el coche Panhard de Hippolythe Panhard, hijo de René Panhard en 1895, y podemos confirmar que Panhard era, en 1900, el fabricante y exportador más conocido del mundo. 

### Del fallecimiento de Levassor (1897) a 1918

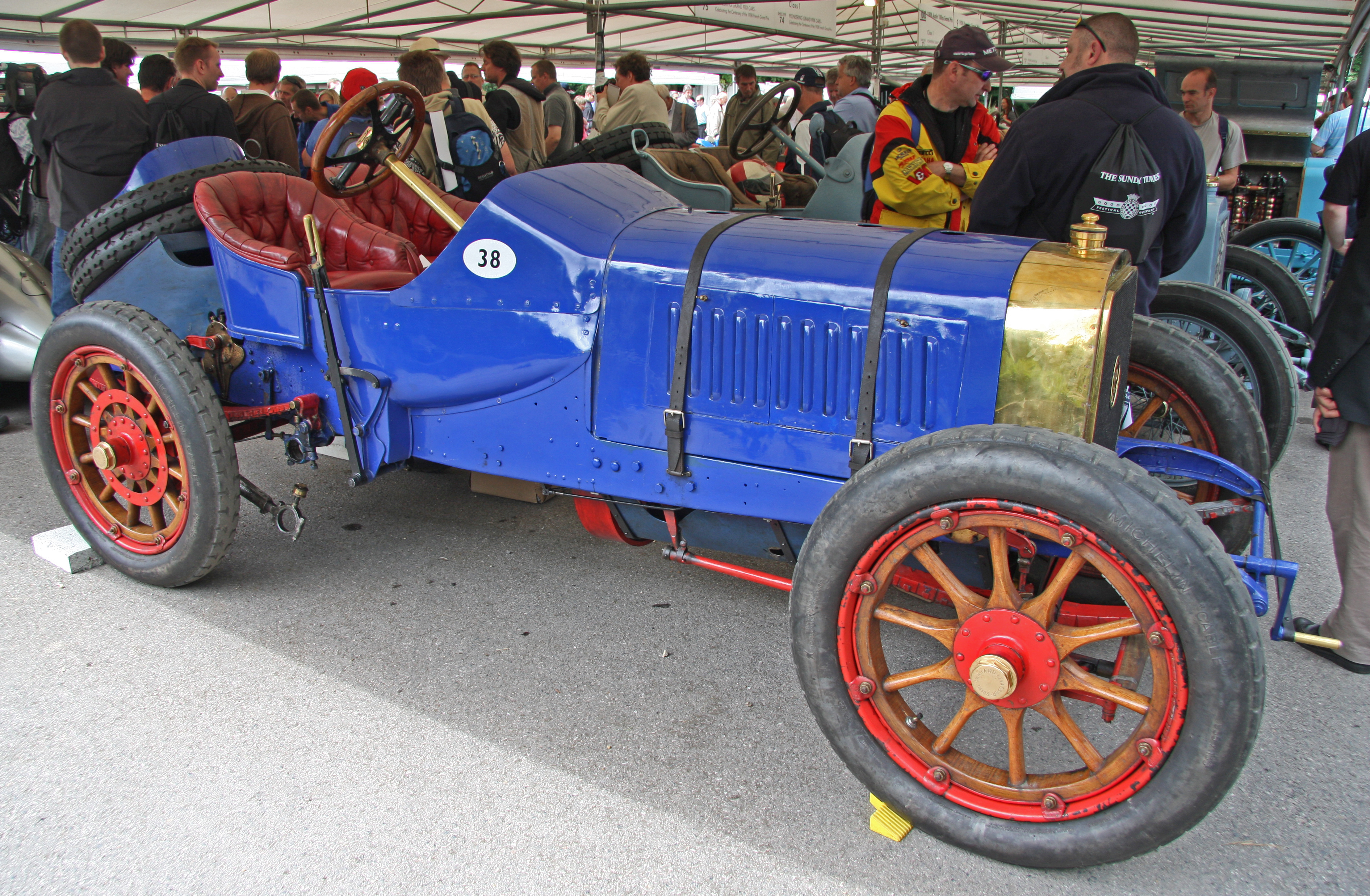
Panhard 13 litros & 4 cilindros (1908)

Cuando Levassor murió en 1897, René Panhard amplió el capital de su empresa que fue dirigida hasta 1915, con inteligencia y rigor por Arthur Krebs: la situación financiera era excelente y el renombre de sus modelos de lujo enorme, sobre todo los modelos de motor sin válvulas, típicos de todos los automóviles de esta marca hasta 1939. Después de Krebs fue un sobrino de René quien dirigió la sociedad. 
Durante la guerra, esta sociedad contribuyó activamente en el esfuerzo requerido a todas las industrias del momento; la casa de la avenida de Ivry prefirió conservar las tradiciones que le habían proporcionado éxito: producción limitada a una docena de coches al día, coches de lujo y deportivos cuyas carrocerías se adquirían a veces a fabricantes de motores sin válvulas. La producción se enriqueció con camiones de gasolina, diésel o gas, motores para locomotoras, blindados ligeros para el ejército, aunque conservando siempre la originaria fabricación de máquinas para cortar madera. 

### Primera postguerra
Pero la empresa no se decidía a producir coches más populares que permitiesen una fabricación en serie como ya lo hacían sus competidores Renault, Citroën y Peugeot, quienes desde 1930 producían las tres cuartas partes de coches deportivos fabricados en Francia. En los años veinte los Panhard tenían motores de 4-6-8 cilindros desde 10 a 35 CV; en los años 30 llegarían los 6-CS, 6-DS y 8-DS, de 6 a 8 cilindros de 13 a 29 CV. En 1933 llegaría la "Panoramique" y, en 1936 la "Dynamic" concebidas ambas por Louis Delagarde en su aspecto mecánico y por Louis Bionier en cuanto a la carrocería. 
La marca de estos magníficos coches cosechaba récords mundiales en circuitos cerrados conducidos por Eyston u Ortmans. Pero las consecuencias de la crisis mundial en Francia a partir de 1932, y el aumento de gastos, pesó mucho sobre Panhard y Levassor. En 1936, después de una huelga de casi fatales consecuencias, la empresa tuvo otra estrategia que consistiría en trabajar sobre todo para el estado (autoametralladoras, camiones militares, autobuses en París o en provincias, motores para la SNCF); la producción de coches deportivos se limitaba a unos tres al día. 
Las ventajas de la empresa de la avenida de Ivry seguían siendo interesantes: abundancia de mano de obra de calidad, una buena organización industrial en París, Reims y Orleans, muchos aficionados, una buena imagen de marca, y la llegada en 1937 del joven ingeniero del Politécnico, Jean, hijo de Paul Panhard. Pero la situación iba siendo muy crítica para Panhard y Levassor en vísperas de la II Guerra Mundial.

### Segunda postguerra
Ese gobierno diseñó un plan que fomentó que los fabricantes de automóviles se concentraran en la fabricación de automóviles pequeños, medianos y comerciales, en detrimento de los coches destinados a la burguesía. Esta estrategia fue la cuna de coches como el Citroën 2CV, el Renault 4CV, el Peugeot 202, el Simca 8 y el Dyna de Panhard. Este nombre fue elegido para recordar al “Dynamic”, pero aparte del nombre, el coche no tenía nada que ver con su majestuoso precursor. El 1954, la carrocería fue remodelada y el coche rebautizado con el nombre de Dyna Z.
A pesar de la cultura del aluminio arraigada en Panhard, cada vez se utilizaba más y más acero en sustitución del aluminio para la fabricación de carrocerías, hasta que en 1957 el aluminio había desaparecido en su totalidad. El aumento de peso provocado por este cambio fue contrarrestado paulatinamente aumentando la potencia de los motores que pasaron a 850 cc. En 1959 apareció una versión con 50 cv desarrollada a partir de los coches especialmente construidos para las 24 Horas de Le Mans. Los Panhard se mostraron muy competitivos en las carreras, alcanzando grandes éxitos en las 24 Horas de Le Mans de 1950 y 1953.
En 1960 se produjo el lanzamiento de la gama PL 17 que sería vendida por los distribuidores de Citroën. Las dos compañías habían estado cooperando desde 1955, de hecho, los modelos AU 2CV y AK habían sido construidos conjuntamente durante años. El PL 17 no era ni más ni menos que un Dyna Z con las partes delantera y posterior modificadas. Posteriormente apareció un cabriolet de 2 puertas de la misma gama.
En 1963 fue lanzada la serie 24 con un diseño muy moderno y uniforme. Los faros montados tras una cubierta transparente fueron el anticipo del DS de 1967.
Finalmente la firma fue absorbida por Citroën en 1967, al necesitar esta más espacio de fabricación para sus propios modelos.

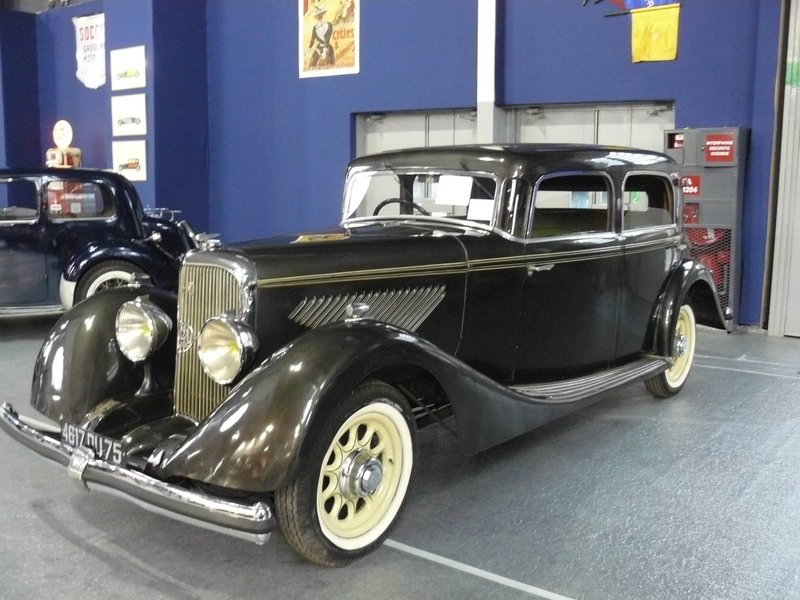
Panhard X72 Berlina Panorámica (1934)
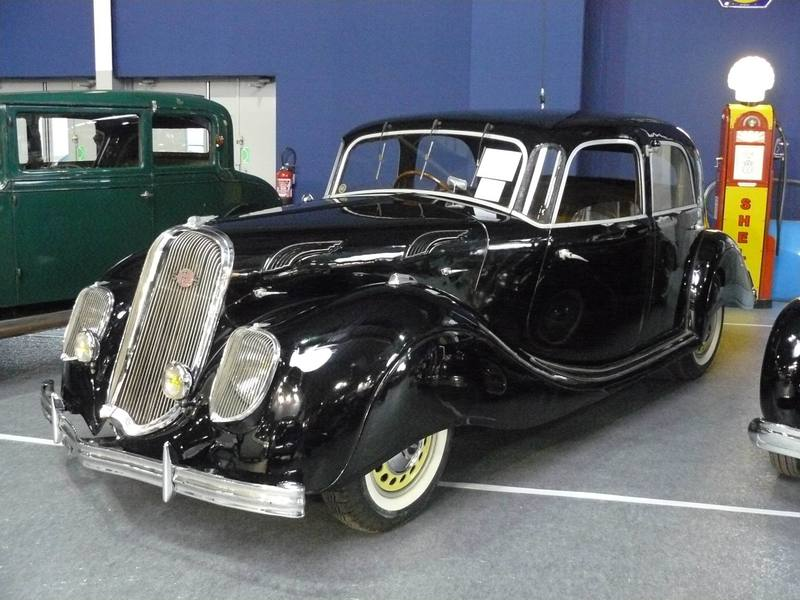
Panhard X77 Berlina Dynamic (1937)
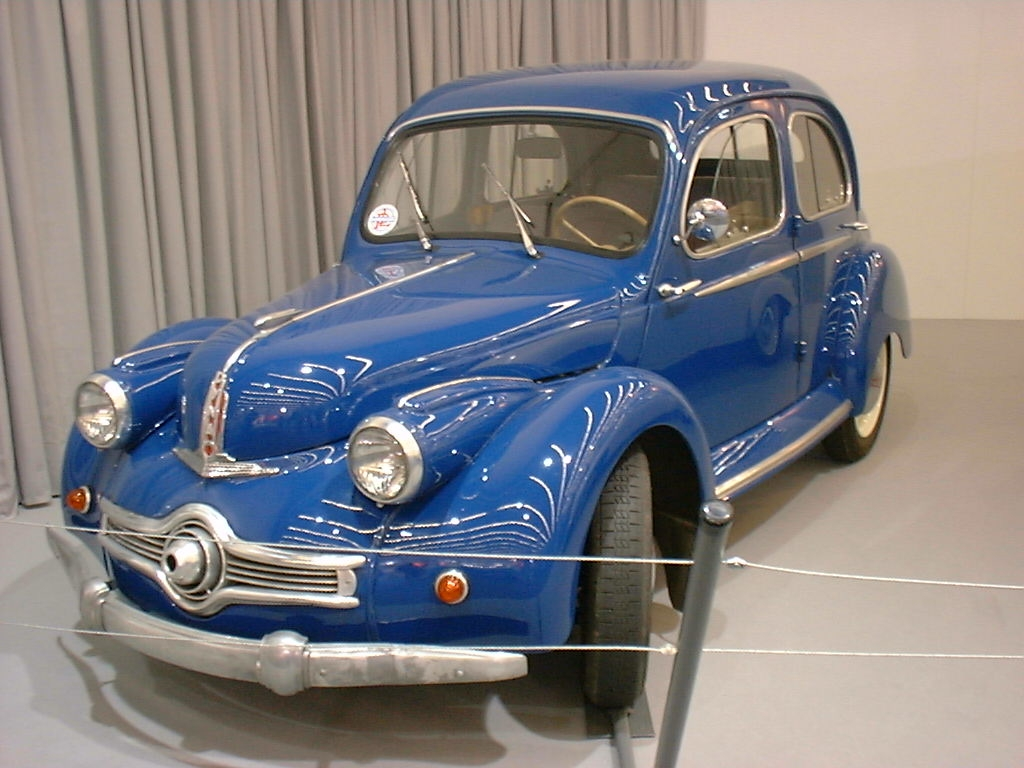
Panhard Dyna X-86 (1952)
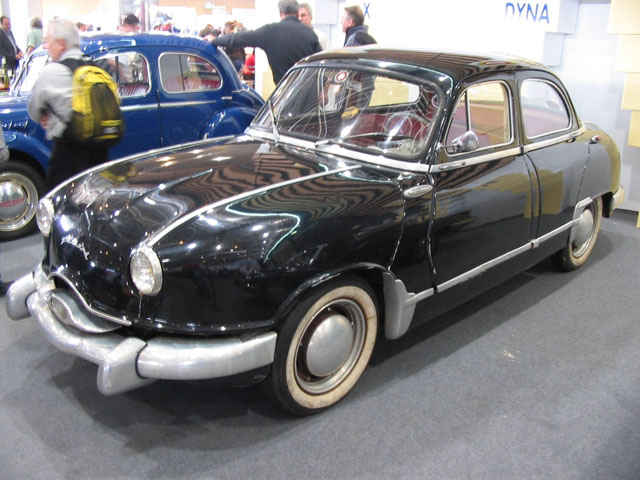
Panhard Dyna Z (1954)
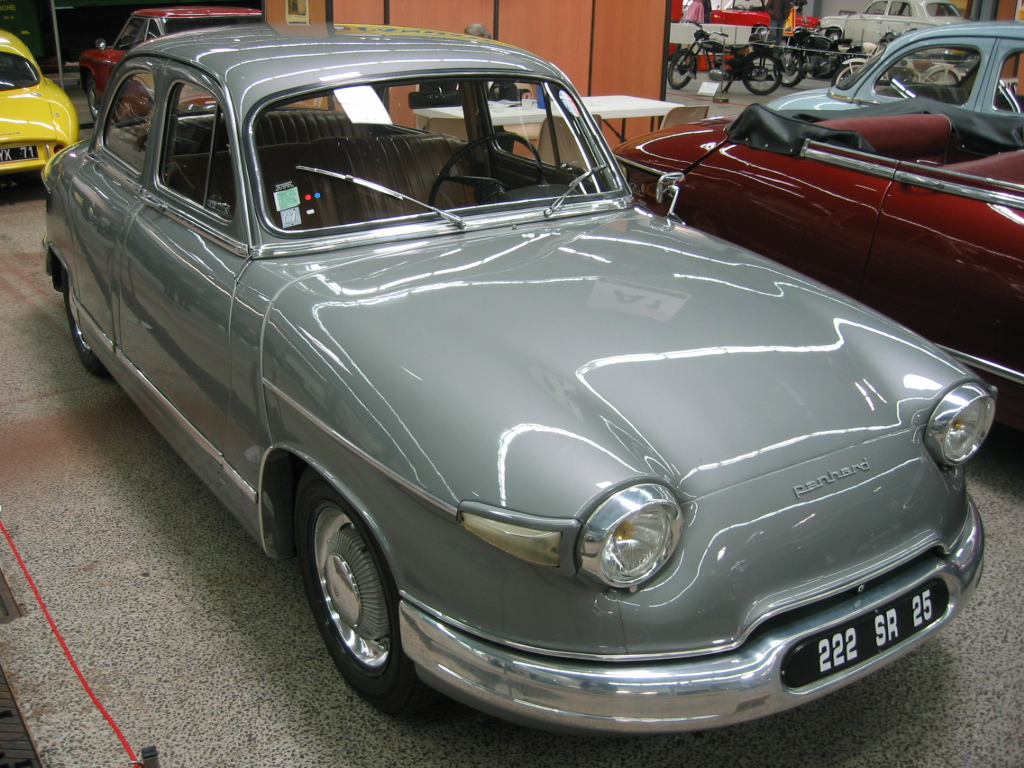
Panhard PL 17 (1959-1965)
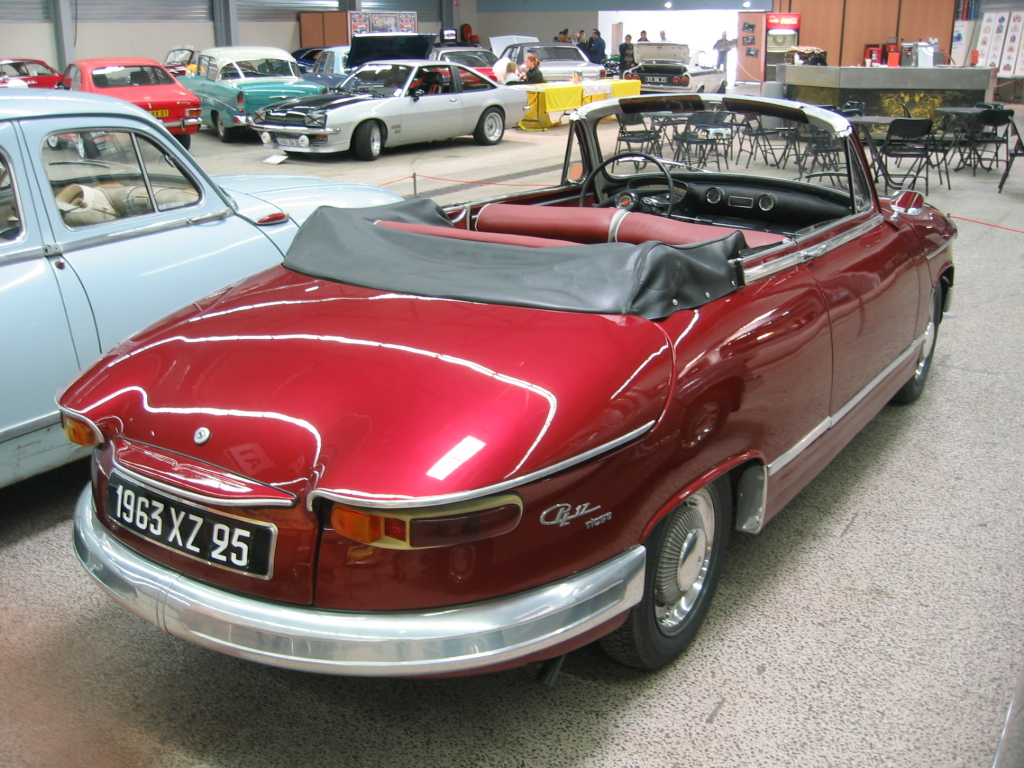
Panhard PL 17 Cabriolet
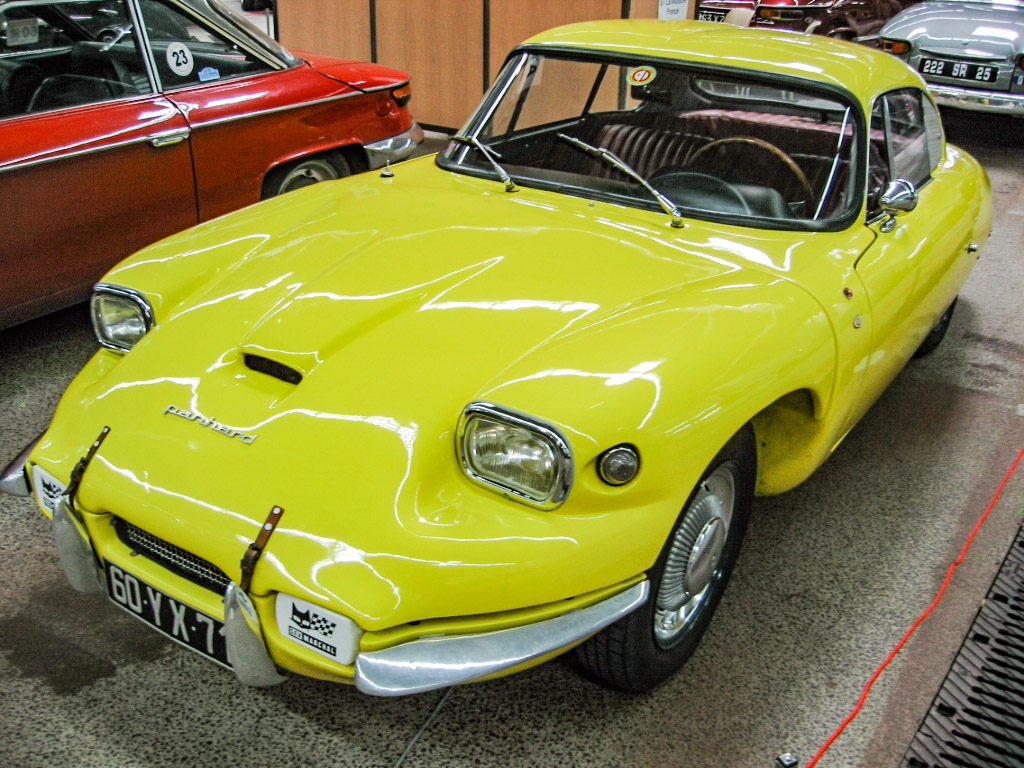
Panhard CD (1963-1965)
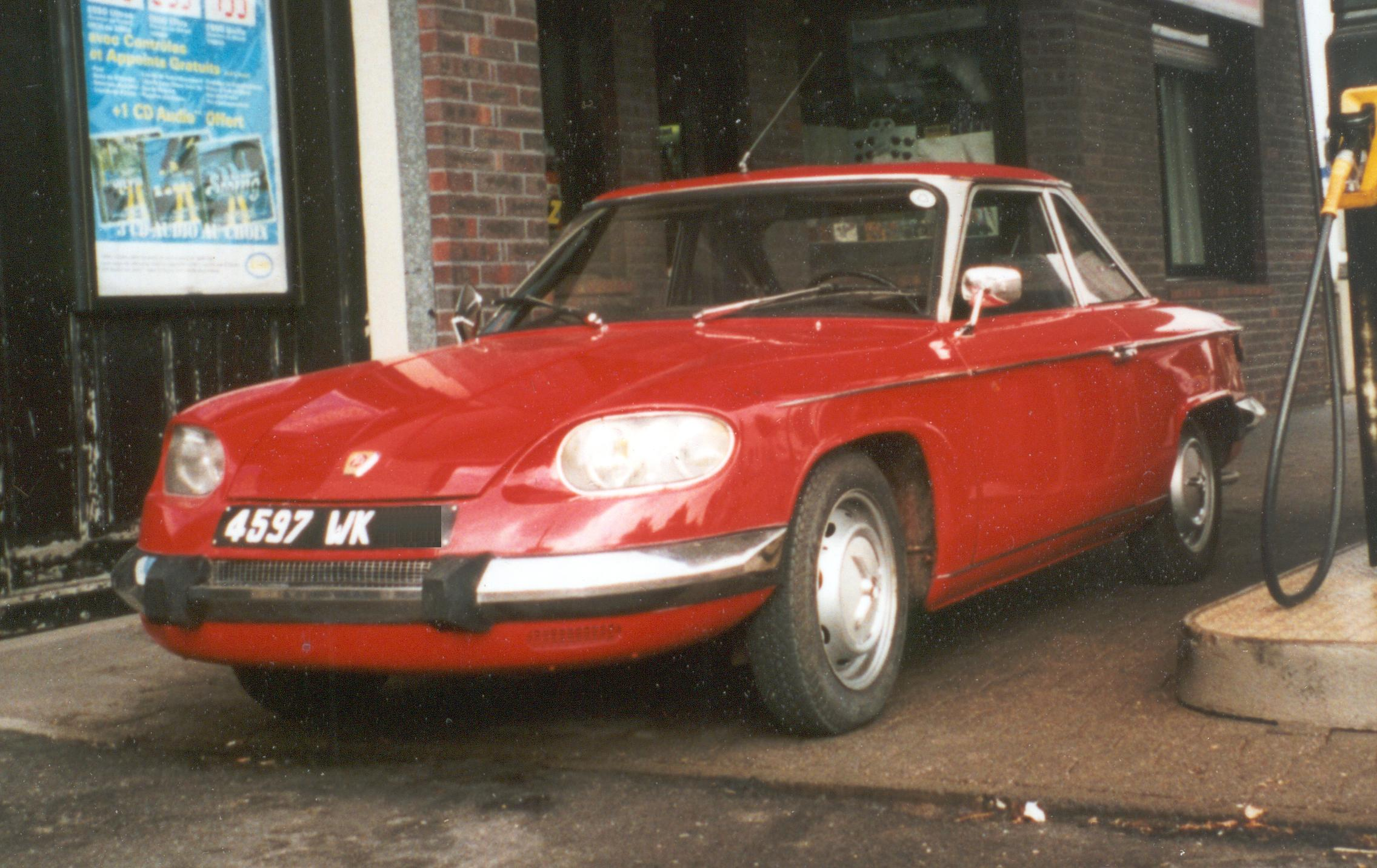
Panhard 24 (1963)

## Modelos

### Modelos de vehículos Panhard
| Modelo              | Periodo de fabricación |
| ------------------- | ---------------------- |
| Panhard Dyna X      | De 1945 a 1954         |
| Panhard Dynavia     | 1948                   |
| Panhard Dyna Junior | De 1951 a 1956         |
| Panhard Dyna Z      | De 1953 a 1959         |
| Panhard PL 17       | De 1959 a 1965         |
| Panhard CD          | De 1962 a 1965         |
| Panhard 24          | De 1963 a 1967         |

### Coches con tecnología Panhard
| Modelo              | Periodo de fabricación |
| ------------------- | ---------------------- |
| Dyna Veritas        | De 1949 a 1954         |
| Rosengart Scarlette | 1952                   |
| DB HBR 5            | De 1954 a 1961         |
| DB Le Mans          | De 1958 a 1964         |
| Sera-Panhard        | De 1959 a 1961         |

### Lista parcial de autobuses y camiones (no armados)

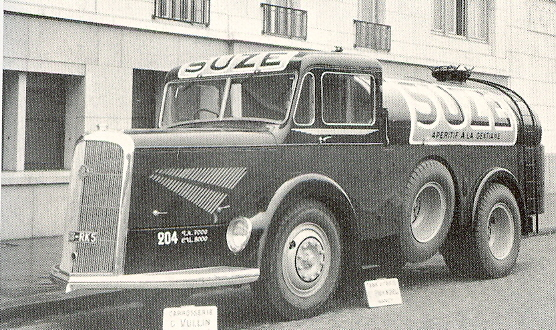
Panhard K 50 de 1930

| Modelo | Tipo           | Década de fabricación |
| --- | -------------- | --------------------- |
| K 4 | Camión         | 1910                  |
| 2 tonnes | Camión         | 1920                  |
| 2.5 tonnes | Camión         | 1910                  |
| K 101 | Camión         | 1930                  |
| K 11 | Camión         | 1910                  |
| K 113 | Camión         | 1930                  |
| K 125 | Camión         | 1930                  |
| K 128 | Camión         | 1930                  |
| K 13 | Camión         | 1910                  |
| K 140 | Camión         | 1930                  |
| K 155 | Camión         | 1940                  |
| K 161 | Autobús        | 1940                  |
| K 162 | Camión         | 1940                  |
| K 172 | Camión         | 1940                  |
| K 173 | Autobús        | 1940                  |
| K 175 | Camión/Autobús | 1940                  |
| K 185 | Camión         | 1950                  |
| K 188 (ALM VS 215) | Camión         | 1940                  |
| K 219 (ALM VS 237) | Camión         | 1950                  |
| K 224 | Camión         | 1950                  |
| K 332 | Camión         | 1950                  |
| K 48 | Camión/Autobús | 1930                  |
| K 50 | Camión         | 1930                  |
| K 61 | Camión/Autobús | 1930                  |
| K 63 | Autobús        | 1930                  |
| K 73 | Camión/Autobús | 1930                  |
| K 85 | Camión         | 1930                  |
| K 91 | Camión         | 1930                  |
| K 944 | Camión         | 1950                  |
| Notas |                |                       |
| La nomenclatura K se estandarizó en los vehículos de carga Panhard a principios del siglo XX. Sin embargo, Panhard tuvo dos opciones más de denominación: un sistema de 5 letras que denomina la clase y otro con una combinación alfanumérica del tipo del chasis. |                |                       |

## Modelos militares
- AVL
- PVP
- PVPXL / AVXL: un AVL más grande
- TC 54
- TC 10
- TC 24
- A3
- Peugeot P4
- ERC 90 Sagaie
- VBR: un VBL más grande

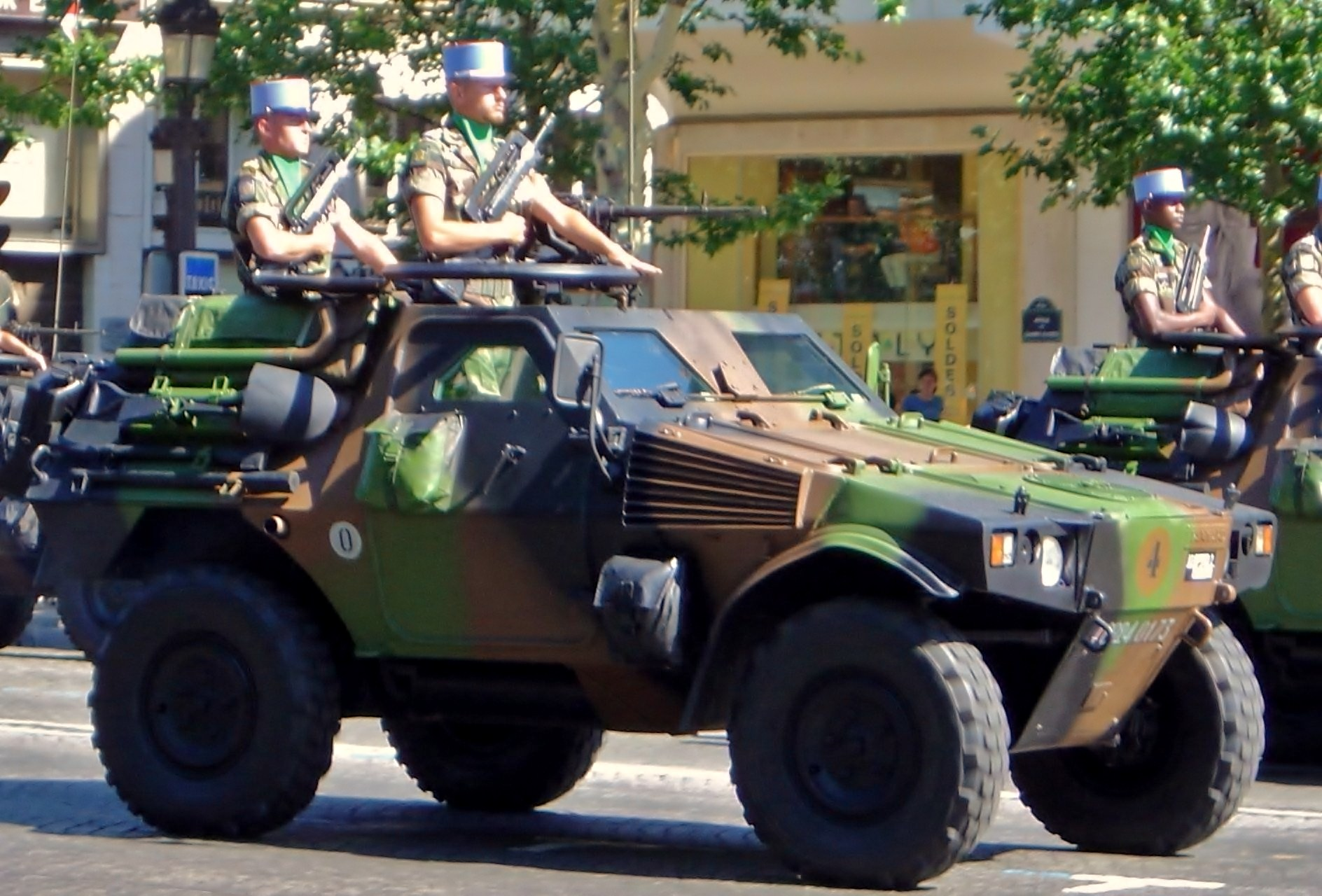
Un VBL del Ejército de Tierra Francés

- VAP: Véhicule d'Action dans la Profondeur (vehículo de pentración profunda), un VBL de operaciones especiales
- VPS: una patrulla de los SAS basada en el P4

## Vehículos en servicio
Panhard ha suministrado más de 18.000 vehículos militares a más de 50 países:  		
- 5.400 vehículos (AML, ERC 90 Sagaie, and LYNX VCR 6x6)
- 2.300 VBL en 16 países, entre los que hay 1.600 en el Ejército de Tierra Francés.
- 933 A4 AVL—PVP del Ejército de Tierra Francés
- 9.500 vehículos de menos de 7 toneladas, tipo Jeep bajo el nombre de Auverland.

## Galería
|                                 |
| Panhard et Levassor 4 CV (1896) |

|                                                |
| Panhard et Levassor Landaulette Tipo AL (1898) |

|                            |
| Panhard et Levassor (1900) |

|                                                                |
| Panhard et Levassor de 2 cilindros refrigerado por agua (1900) |

|                                                     |
| Panhard et Levassor 2.4 L Phaéton de Kellner (1901) |

|                                            |
| Panhard et Levassor 7 CV Voiturette (1902) |

|                                        |
| Panhard et Levassor Char-à-banc (1903) |

|                                  |
| Panhard et Levassor 10 CV (1914) |

|                                                                    |
| Panhard et Levassor X46 2300cc (1924) de Salmons and Son, Tickford |

|                                           |
| Panhard et Levassor Cabrio-Coupé Pourtout |

|                                             |
| Panhard et Levassor Eclipse (1934) Pourtout |

|                                 |
| Panhard Dyna X 86 Saloon (1952) |

|                                        |
| Panhard Dyna 750 Coupé Allemano (1952) |

|                       |
| Panhard Dyna Z (1953) |

|                       |
| Panhard 24 CT, (1966) |

|             |
| Panhard 178 |

|                                   |
| Engin Blindé de Reconnaissance 75 |

|                                  |
| Auto Mitrailleuse Légère HE-60-7 |

|    |
| P4 |